# ЛаГГ-3
ЛаГГ-3 — одномісний одномоторний поршневий винищувач-моноплан, що стояв на озброєнні ВПС РККА перед і під час Німецько-радянської війни. Використовувався як винищувач, винищувач-перехоплювач, винищувач-бомбардувальник, літак-розвідник, вироблявся в 1941—1944 рр. Один з трьох винищувачів нового покоління, прийнятих на озброєння перед самою війною (інші два — МіГ-3 і Як-1).
Керівником проєкту та начальником ОКБ-301 зі створення ЛаГГ-3 був В. П. Горбунов, проте, літак названий за прізвищами не тільки керівника проєкту Горбунова В. П., але і його найближчих співробітників: Лавочкіна С. А. та Гудкова М. І. — ЛаГГ.
Позитивні якості: потужне озброєння на перших серіях, висока живучість, мінімальне використання дефіцитних матеріалів — основний матеріал сосна, березовий шпон, фанера і модифікована смолами деревина (дельта-деревина).
Недоліки: слабкий двигун і внаслідок цього погана тягоозброєність, недоробки конструкції через рекордно короткі терміни розробки, величезну вагу внаслідок застосування недостатньо вивченого матеріалу (дельта-деревина), що змусило при розрахунках використовувати великі коефіцієнти запасу міцності.
У вересні 1941 року у бюро ОКБ-301 під керівництвом М. Гудкова вперше оснастили ЛаГГ-3 зіркоподібним двигуном повітряного охолодження АШ-82 і успішно його випробували (Гу-82), але через дивну позицію НКАП він не був запущений в серійне виробництво.
Спробу встановити цей двигун на ЛаГГ-3 здійснили і у ОКБ-31 під керівництвом В. Горбунова (Таганрог), однак не було завершено, з огляду на термінову евакуацію. Пізніше, вже в Тбілісі, Горбунову вдалося встановити двигун на ЛаГГ-3, однак його варіант (Г-1) за швидкісними характеристиками поступався іншим модифікаціям ЛаГГ-3 з АШ-82.
Через півроку після ОКБ-301, ОКБ-21 під керівництвом Лавочкіна С. А. (місто Горький) після аналогічної операції — установки двигуна повітряного охолодження АШ-82 на ЛаГГ-3, вдалося запустити у виробництво свій літак під найменуванням Ла-5, який став основою для сімейства винищувачів Ла-5Ф, Ла-5ФН, Ла-7.

## Історія створення

### Передісторія
У січні 1939 року НКАП видав технічне завдання на винищувач загального призначення. Створенням нового літака зайнялися відразу три КБ: Полікарпова, Сухого і Яковлєва. Невеликий конструкторський колектив ОКБ-301 (Володимир Петрович Горбунов, Михайло Іванович Гудков і Семен Олексійович Лавочкін) виник у 1938 році, працював над суцільнодерев'яними винищувачами і вирішив також представити на конкурс свою роботу. В. П. Горбунов був начальником відділу, М. І. Гудков і С. А. Лавочкін були його співробітниками в Головному (літаковому) управлінні НКОП (до поділу Наркомату оборонної промисловості на галузеві наркомати в січні 1939 р.). Спочатку група працювала на заводі в Кунцевому (ще в 1938 році залишалася меблевою фабрикою), де випробовувалися літакові гвинти і лижі. Незабаром після того, як Горбунов став начальником 4-го відділу 1-го головного управління (виділився з НКОП) Народного комісаріату авіаційної промисловості СРСР, його і решту колективу перевели в розпорядження директора заводу № 301 в Хімках Ю. Б. Ескіна. 15 липня 1939 р. Горбунова призначили начальником ОКБ-301, а у вересні 1939 р. він став керівником проекту зі створення винищувача. Під керівництвом В. П. Горбунова був створений спочатку ЛаГГ-1, а потім і ЛаГГ-3.

### Прототип
Прототипом був І-22 — одномісний суцільнодерев'яний низькоплан. У конструкції літака широко використовували березову фанеру і сосну. З дельта-деревини марки ДСП-10 виготовляли полки лонжеронів, нервюри, і окремі деталі передньої частини фюзеляжу. Через застосування деревини ЛаГГ-3 був набагато важче своїх конкурентів і важив 2968 кг (Яковлевський прототип І-26 — 2700 кг). Двигун рядний, рідинного охолодження М-105П потужністю 1050 к.с., розроблений в КБ Климова. Гвинт трилопатевими ВІШ-61П. Озброєння складалося з пари УБС (230 пострілів) і ПТБ-23 (81 постріл) (яка потім була замінена на ще один УБС).
30 березня 1940 року Нікашин Олексій Іванович вперше облітав прототип. Ємність трьох головних паливних баків, розташованих у фюзеляжі становила 340 літрів, що забезпечувало дальність польоту близько 600 км, але на той час НКАП видав нову вимогу до фронтового винищувача, згідно з яким дальність повинна була бути не менше 1000 км. За винятком цього недоліку І-22 відповідав всім поставленим технічним вимогам. Другий прототип І-301 будувався вже в Хімках. Він проектувався під двигуни М-105ТК-2 і М-106П, перший дослідний зразок І-301 з'явився навесні 1940, але моторобудівники не довели до необхідної надійності проектні двигуни. Це змусило поставити на дослідну машину серійний мотор М-105П, що погіршило льотні дані. І-301 першим з радянських одномоторних винищувачів отримав навігаційний прилад — радіонапівкомпас (на серійні машини РПК не встановлювався).
Заводські випробування І-301 завершилися 12 квітня 1940 року, а 29 квітня наказом НКАП його включили в список літаків, що беруть участь в першотравневому повітряному параді. Винищувач був покритий розведеним смоляним клеєм ВІАМ-Б3 вишневого кольору і відполірований, за що і отримав прізвисько «рояль». 14 червня 1940 р. І-301 взяли в НДІ ВПС. Провідним інженером призначили М. І. Тараканівського (учасника заводських випробувань), провідним льотчиком — П. М. Стефанівського; в випробувальних польотах брав участь Супрун Степан Павлович. Всього здійснили 42 польоти загальною тривалістю 16,5 годин. Але програма виконання випробувань на пікірування і фігур вищого пілотажу, включаючи «штопор», повністю виконано не було, не вдалося перевірити в повітрі роботу озброєння. Державні випробування зайняли шість днів, закінчивши 27 червня.
З протоколу приймальної комісії: «1. Пред'явлений на державні випробування 1-й примірник … І-301 з мотором М-105П їх не витримав … 3. Визнати, що … І-301 представляє безперечний інтерес для ВПС, як в частині свого матеріалу — усталена деревина, потужного озброєння, так і в частині максимальної швидкості — 605 км / год.»
Серед перераховувати недоліків відзначалися висока посадкова швидкість (близько 140 км / год, задана 115), поганий огляд з кабіни (низька якість плексигласу), перегрів води і масла при наборі висоти, недостатня подовжня стійкість, велике навантаження на основні шасі при зльоті, відсутність посадкової фари і радіостанції.
26 липня 1940 Раднарком ухвалив рішення про розгортання серійного виробництва І-301 на заводі № 23 в Ленінграді.
Після зміни системи позначення радянських військових літаків машина стала іменуватися ЛаГГ-1, а після наказу НКАП від 23 листопада про випуск варіанта зі збільшеною дальністю польоту (п'ятьма баками), як ЛаГГ-3. У 1941 року Лавочкіна, Горбунова і Гудкова нагородили Сталінською премією за результатами 1940 року.

## Серійне виробництво
Уряд 10 жовтня 1940 року ухвалив рішення запустити під позначенням ЛаГГ-3 винищувач І-301 в масове виробництво. Випуск почали на чотирьох Державних авіаційних заводах (ГАЗ), ГАЗ-21 в Нижньому Новгороді (Горькому), ГАЗ-23 в Ленінграді, ГАЗ-31 в Таганрозі і ГАЗ-153 в Новосибірську. Наказ НКАП про запуск в серію поліпшеного І-301 зі збільшеним запасом палива на заводі № 21 вийшов 23 листопада 1940 року. Спочатку Лавочкіна направили на ГАЗ-21, але пробув він там недовго, йому наказали виїхати в Горький і очолити дослідне виробництво. 10 лютого 1941 року наказом НКАП ОКБ-21 під керівництвом Лавочкіна в м Горькому було визначено бути головним у вдосконаленні і модернізації ЛаГГ-3, до Таганрога начальником ОКБ-31 прямував Горбунов; Гудков залишався в Хімках на посаді начальника ОКБ-301.
Першим налагоджувати серійне виробництво винищувачів почав ленінградський ГАЗ-23. На грудень 1940 р. підприємству запланували випуск п'яти ЛаГГ-1. Фактично ж серійні машини стали залишати заводські цехи в наступному році вже в варіанті ЛаГГ-3. Перший літак вийшов на аеродром в лютому 1941 року. До евакуації ленінградці змогли здати замовнику 65 винищувачів.
Перший ЛаГГ, виготовлений в Горькому, піднявся в повітря з заводського аеродрому 23 січня 1941 р. проте військовим прийманням він був прийнятий тільки 24 лютого. У Таганрозі перший літак піднявся в повітря 23 лютого.
Контрольні випробування ЛаГГ-3 першої серії закінчилися в НДІ ВПС 20 червня 1941, фактично це були державні випробування, оскільки вперше держвипробування І-301 не пройшов. В ході випробувань вдалося виявити масу конструктивно-виробничих і експлуатаційних дефектів, усувати які довелося вже під час війни. На ЛаГГ-3 перших серій встановлювали радіопередавач РСІ-3 «Орел» забезпечує зв'язок на п'яти фіксованих частотах.

## Технічний опис

Схема ЛаГГ-3

Фюзеляж літака дерев'яний, типу монокок, овального перетину, що переходить в хвостовій частині в кільову ферму. Каркас фюзеляжу складається з п'ятнадцяти шпангоутів, чотирьох лонжеронів і дванадцяти стрингерів. Кіль виконаний заодно з фюзеляжем. Посилені шпангоути (№ 1 і 14) виготовлені із застосуванням дельта-деревини, лонжерони — із соснових брусів змінного перерізу. Крім сосни, в силовому наборі фюзеляжу застосовувалися липа і ясен. Всі дерев'яні деталі фюзеляжу з'єднуються на клеї ВІАМ-Б3 без використання цвяхів і шурупів. Обшивка фюзеляжу виклеюють з березового шпону; товщина обшивки змінюється від 9,5 мм в носі до 3 мм — в кормі. Зовнішнє оздоблення поверхні фюзеляжу включала склеювання шпону тканиною, шпаклювання і ретельне зашліфовування нерівностей перед фарбуванням. Передня частина фюзеляжу є відсік, що складається з цілісно-зварної ферми, двох бічних стійок, одного заднього розкосу і ряду приклепаних алюмінієвих профілів і книц під мотораму і озброєння. Цільно-зварна ферма виготовлена з хромансильової сталі С30ХГСА, термічно оброблена і оцинкована. Бічні стійки виготовлені з хромансильових труб С30ХГСАТ 40-38 мм в які уварені склянки. Стійки термічно оброблені і оцинковані. Поперечна розпірка виготовлена з хромансильових труби С30ХГСА 35-32 мм, на кінцях яких приварені обойми, термічно оброблена і оцинкована. На задніх кінцях поздовжньої панелі вставлені склянки, виготовлені хромансильової сталі С30ХГСА термічно оброблені і оцинковані.
Крило, набране з двоопуклих несиметричних профілів NACA-23016 (в корені) і NACA-23010 (в консолях) з відносною товщиною 16 і 10 % відповідно, технологічно ділилося на центроплан і дві дволонжеронні консолі з працюючою фанерною обшивкою. Кут поперечного V крила — 6,5 градуса.
Дерев'яний центроплан дволонжеронної конструкції є основним силовим агрегатом літака, до нього кріпляться консолі крила, шасі, фюзеляж. Обшивка центроплана між лонжеронами — фанерна, завтовшки 7 мм; обшивка носка крила виклеювати зі шпону завтовшки 4 мм. Лонжерони центроплана коробчатого перетину, полки виготовлені з дельта-деревини. Торцеві нервюри центроплана — металеві, виготовлені з хромансильової сталі С30ХГСА термічно оброблені і оцинковані. Фюзеляж кріпиться до центроплану на чотирьох сталевих вузлах (сталь С30ХГСА). Площині крила кріпляться до стикових вузлів центроплана на болтах. Лінії роз'єму площині і центроплана закриваються металевою стрічкою.
Крило, так само як центроплан, дволонжеронне; обшивка площин фанерна, передній край виклеювати зі шпону завтовшки 3 мм. У плані консолі мають трапецієподібну форму із закругленими кінцями. Механізація крила включає елерони типу «Фрайз» зі 100 % ваговою компенсацією і посадочних чотирисекційних (дві секції під центропланом, по одній — під площинами) щитків типу Шренка (кут відхилення 15 градусів на зльоті і до 50 — на посадці). Каркаси елеронів і секцій щитків виконані з дюралюмінію, обшивка елеронів — полотняна (перкаль), щитків — алюмінієва. На лівому елероні є тример. У правій консолі крила встановлено трубка Піто.
Горизонтальне оперення — вільнонесуче. Стабілізатори відокремлені, дволонжеронної, дерев'яної конструкції з фанерною працюючою обшивкою завтовшки 3 мм; складається з двох консолей, які кріпляться до кореневої частини, виконаної за одне ціле з фюзеляжем. Каркас керма висоти виготовлений з дюралюмінію і обтягнутий полотном. На кожній половині керма висоти встановлені тримери. Половинки керма висоти підвішуються на стабілізатор в п'яти точках. Конструкція керма напряму аналогічна конструкції керма висоти, кермо напряму підвішується до кіля в трьох точках на кронштейнах.
Шасі — прибиране з олійно-повітряної амортизацією, основні опори — одностійкові з боковим підкосом-підйомником. Основні стійки з колесами забираються в передню частину центроплану. Для коліс в центроплані з березового шпону виклеювати спеціальні купола. Прибирання і випуск шасі здійснюється за допомогою повітряно-масляного акумулятора і гідросистеми. Колеса основних опор забезпечені камерними пневматичними гальмами. Розмір основних коліс 600 × 180 мм. Хвостова опора шасі прибирають, після початку війни не вбирається Костильова.
Управління літаком складається з ручного управління кермом висоти (ручка) і елеронами, ножного управління (педалі) кермом напряму і управління тримерами (за допомогою штурвальчиків). Управління кермом висоти і елеронами здійснюється за допомогою ручки, жорстких трубчастих тяг і качалок, проводка управління кермом напрямку — тросова. Випуск і прибирання щитків-закрилків — за допомогою гідроприводу.
Моторна рама являє собою зварену ферму з хромансильових труб С30ХГСАТ і кріпиться до планера в п'яти точках — в трьох нижніх до вузлів переднього лонжерона центроплану, в двох верхніх — до лафет фюзеляжу. Дванадцятициліндровий двигун водяного охолодження М-105П кріпиться до рами двадцятьма болтами з хромансильових стали. Харчування мотора пальним здійснюється шістьма карбюраторами (один карбюратор на два циліндра). У центроплані встановлено три бензобака, ще по одному — в консолях крила. Всі баки послідовно через зворотні клапани з'єднані з центральним, з якого пальне бензонасосом подається в карбюратори. Центральний бензобак має ємність 124 л, наступні — ємністю по 114 л, крильові — по 98 л. Всі баки виготовлені з алюмінієвого сплаву АМЦП (алюміній-магній). Зверху баки закриті чотирма шарами прогумованої матерії з фенолформальдегідним просоченням, що забезпечує самогерметизацію. Додаткова протипожежна безпека забезпечувалася за рахунок нагнітання в паливні баки вихлопних газів, відводиться з лівого вихлопного патрубка (єдиний радянський винищувач з такою системою). Палива в баках вистачало літаку для 2,5-годинного польоту на відстань 900 км з крейсерською швидкістю 455 км / год.
Масляний радіатор знаходиться під двигуном.
Масло в мотор подається за допомогою маслонасосу з двох встановлених у фюзеляжі перед кабіною баків сумарною місткістю 47 л.
Охолодження двигуна М-105П водяне, ємність водосистеми 90 л. Стільниковий водорадіатор встановлений в тунелі під кабіною пілота і охолоджувався повітрям, які надходили з повітрязабірників, розташованих в переднім краї центроплану і в підфюзеляжній совці. Регулювання температури води здійснюється заслінкою, що змінює площа перетину вхідного отвору тунелю водорадіатора. Вихлопної колектор — загальний на кожен борт.
Металевий трилопатевий гвинт змінного кроку ВІШ-61 діаметром 3 м за допомогою регулятора Р-7 автоматично підтримує задане число обертів двигуна. Втулка гвинта закрита коком.
Джерелом електроенергії є генератор і акумулятор. Генератор розташований в передній частині каркаса мотора з правого боку, акумулятор — за бронеспинкою крісла льотчика. Харчування мережі 24 В.
На винищувачі встановлено кисневе обладнання, що забезпечує нормальні умови роботи льотчика на висотах від 4500 до 10 000 м.
Озброєння серійних машин (аж до 4-ї серії) включало — кулемет УБ, який стріляв через втулку гвинта; два кулемети УБС, встановлені над мотором і там же ще двох кулеметів ШКАС. Приціл ПБП-1, пізніше ПБП-1А (приціл рефлекторного типу).
Бронезахист складався з сталевої 8,6-мм бронеспинки, пізніше й лобового бронескла завтовшки 55 мм.

## Галерея

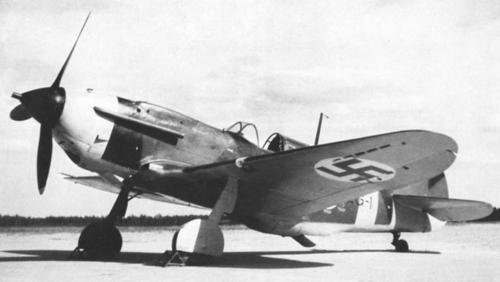
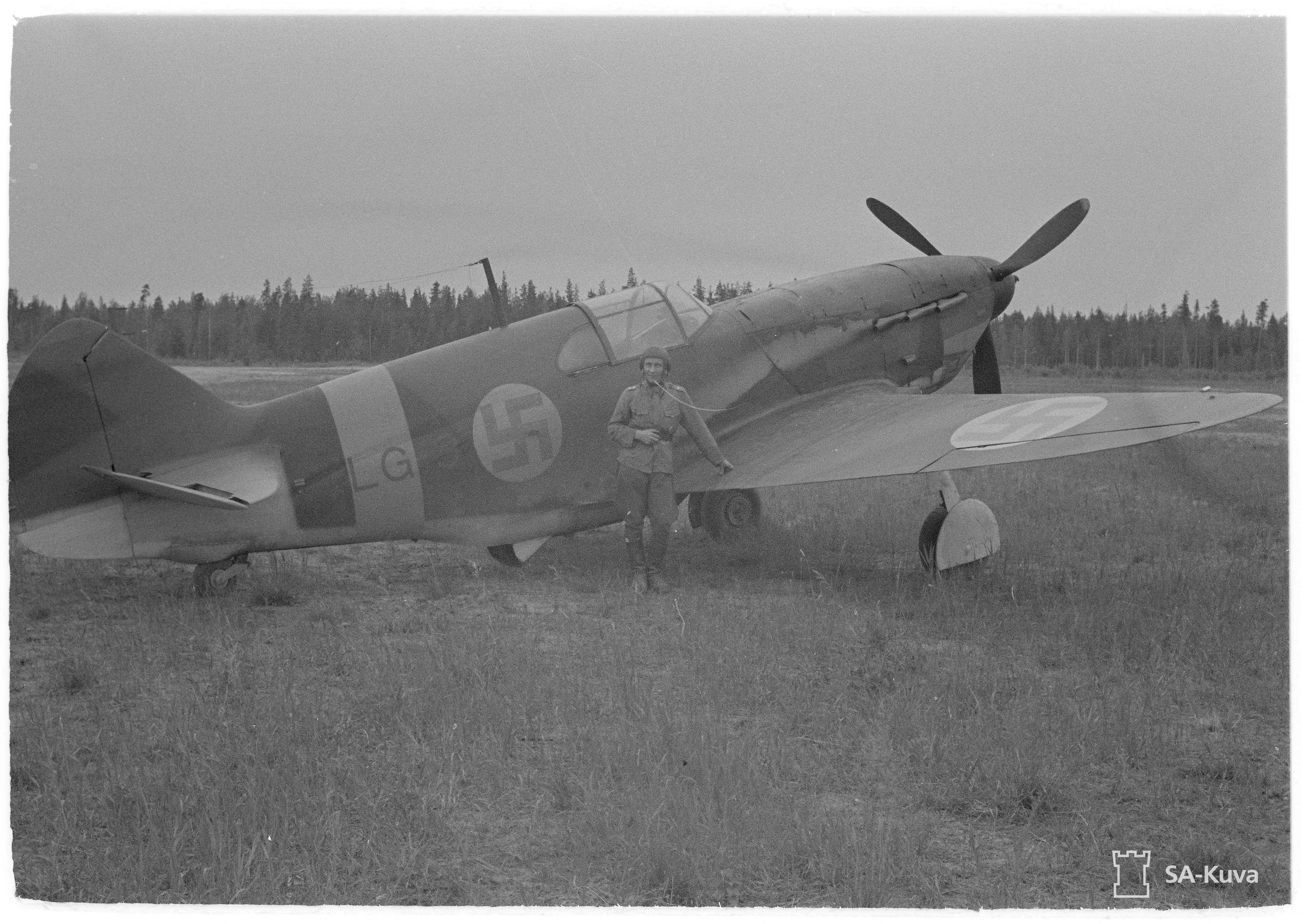
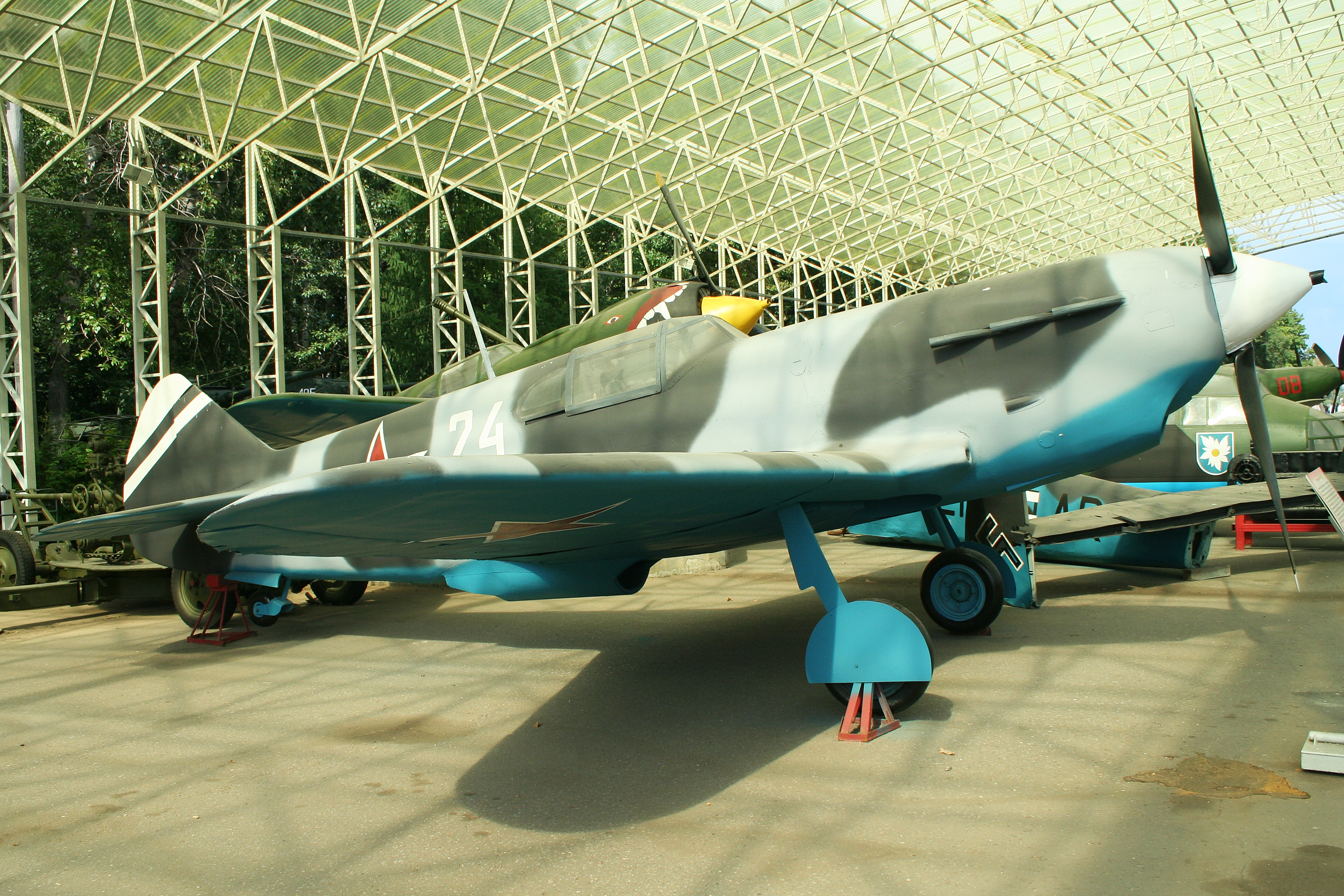
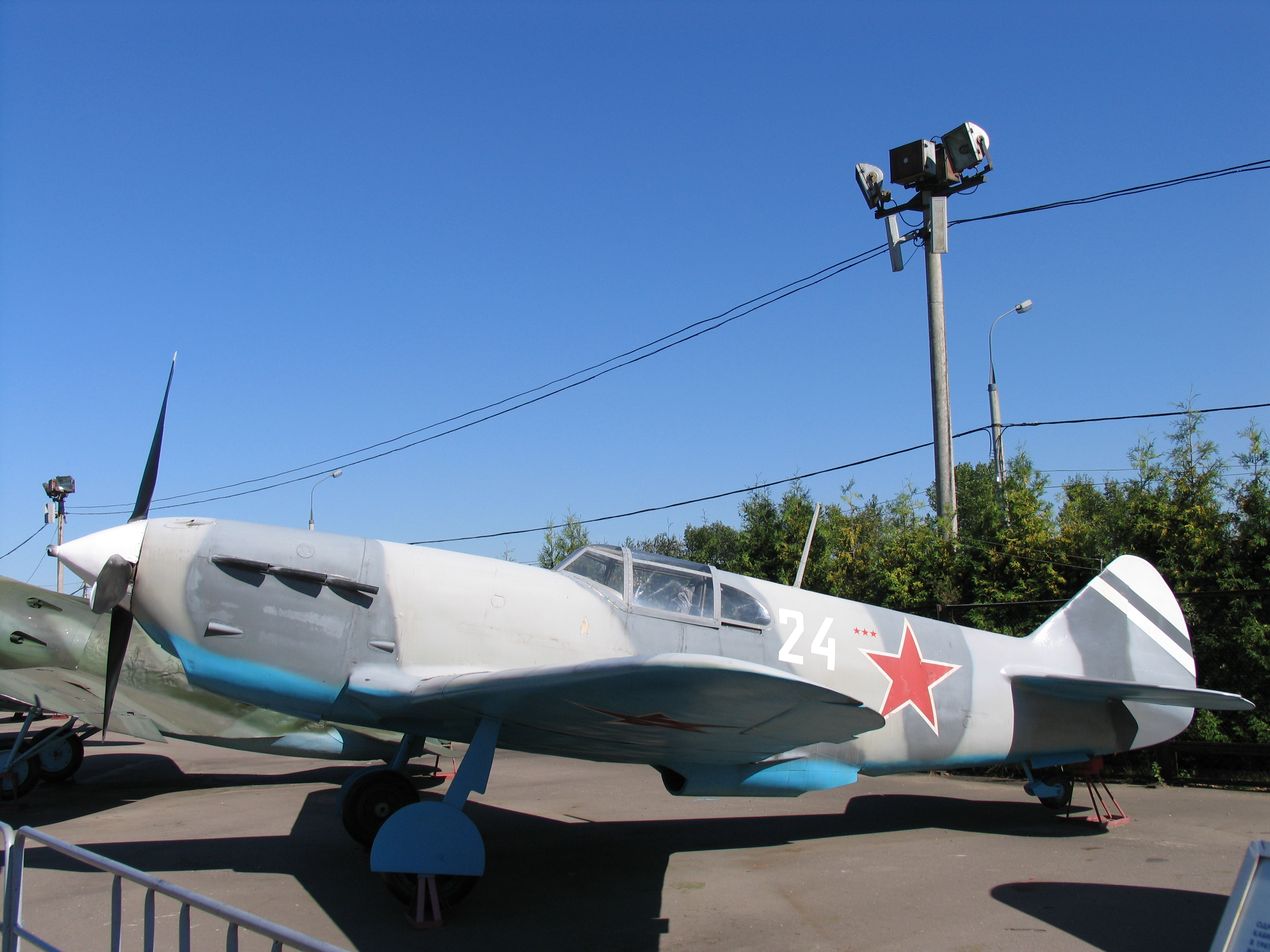
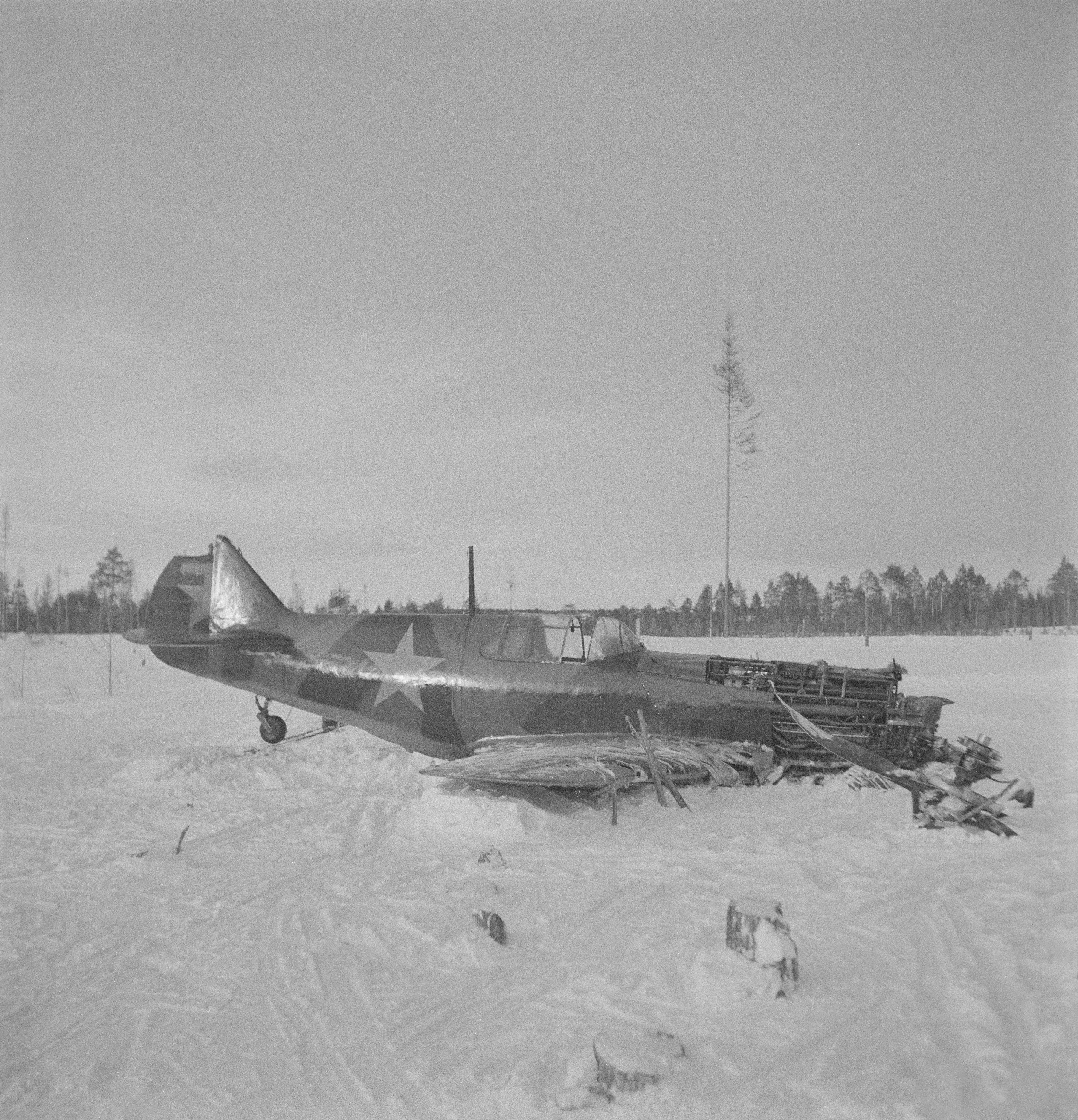
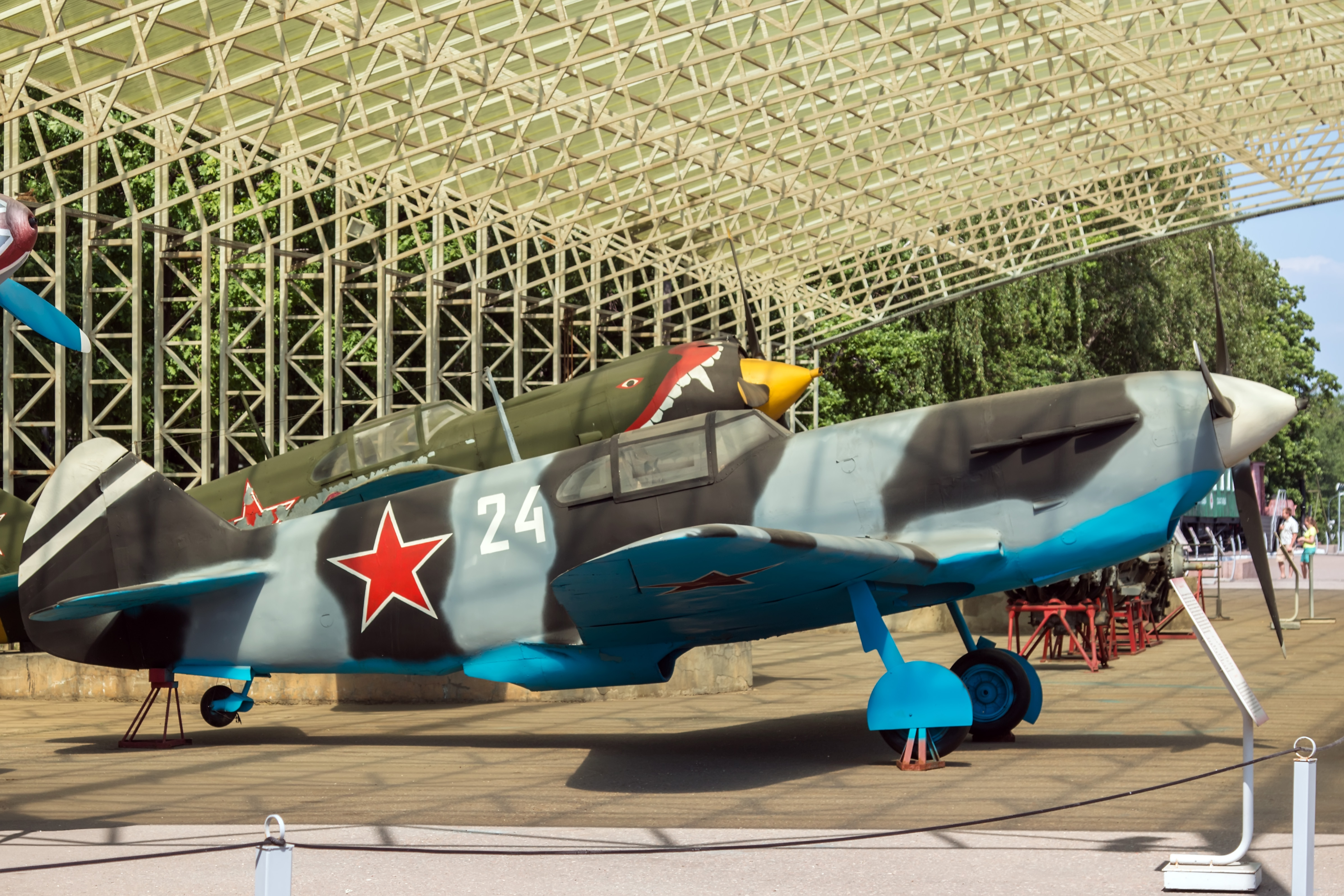
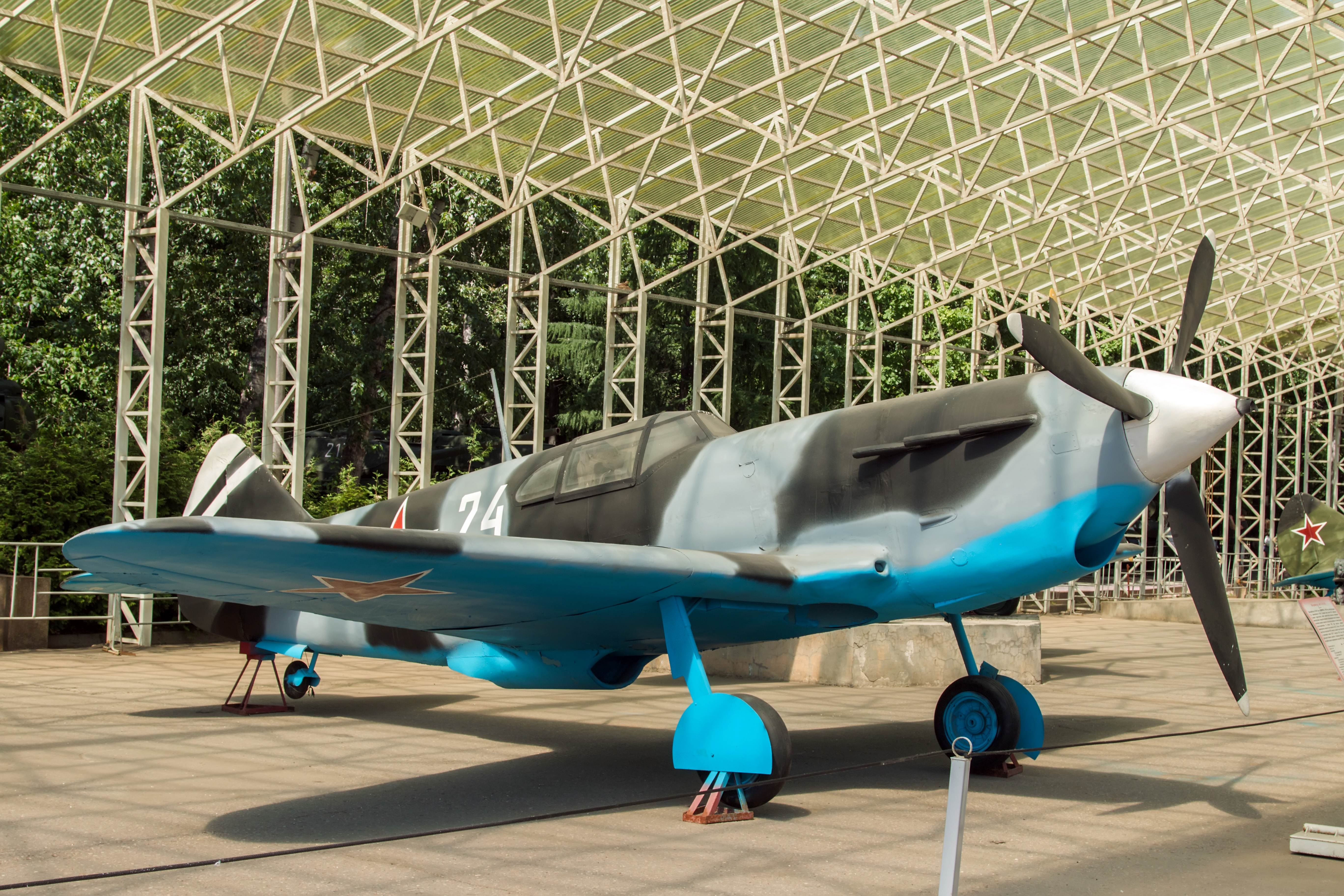

## Виробничі серії

### 4-та серія
Розташований між блоками циліндрів 12,7-мм кулемет УБС замінили 20-мм гарматою ШВАК з боєзапасом 120 пострілів. У зв'язку з падінням якості будівництва ТТХ літаків знизилося. Швидкість 549 км / год., швидкість піднімання 600 м / хв. Дальність 870 км.

### 7-ма серія
Починаючи з літака № 3121715 встановлювався двигун М-105Па — розвиває ту ж потужність, що й М-105П але має безпоплавковий карбюратор. Ємність кожного бака в консолях зменшили на 40 літрів, повна заправка зменшилася до 340 кг. Більші колеса розміром 650 × 200 мм. Вага 3280 кг. Максимальна швидкість 549 км / год.

### 8-ма серія
Знято 2 Шкаса, після цього ЛаГГ-3 втратив перевагу в секундному залпі в порівнянні з більш легким Як-1. П'ять літаків цієї серії використовувалися для випробувань різних мотор-гармат, один з них був озброєний дослідної ВЯ-23 (серійне виробництво ВЯ-23 налагоджено на заводі № 2 в м. Коврові з квітня 42 року). Частина машин отримала вертикальну фотокамеру АТА-1, встановлену в хвостовій частині фюзеляжу. Початок випуску — серпень 1941 року.

### 11-та серія
Ще раз зменшений запас палива, до 260 кг (від консольних баків відмовилися зовсім). Зменшено озброєння до одного лівого БС і однієї мотор-пушки ШВАК (з 70 літака 10 серії). Встановлено новий мотор М-105Па з мембранним карбюратором. Машини оснащені шістьма ракетними знаряддями (РО), прототипом послужив літак № 3121422 (22 літак 4 серії оснащений вісьмома РО), зовнішніми бомботримачами (Д3-40) і вони ж — вузлами кріплення підвісних паливних баків. Початок випуску — вересень 1941 року.

### 23-тя серія
Змінена конструкція хвостового оперення. Невелика кількість машин отримало повітряний гвинт ВІШ-105СВ. Випуск 20-х серій — кінець зими-весна 1942 року.

### 29-та серія
Деякі останні літаки 28 серії отримали двигун М-105ПФ форсований по наддуву. Максимальна потужність на висоті 2700 метрів. Злітна потужність 1210 к.с., Номінальна на висоті 700 метрів — 1260 к.с. Вихлопної колектор замінили трьома здвоєними патрубками. Консольні баки відновили. З 29 серії все літаки оснащувалися М-105ПФ. Озброєння: одна гармата ШВАК і один кулемет БС.
З серпня 1942 року приймач РСІ-3 замінили на КВ приймач РСІ-4 «Малютка» дозволяє виробляти плавну настройку в смузі частот від 3,7 до 6,05 МГц. Деякі машини отримали гвинт ВІШ-105СВ, на нього повністю перейдуть з 33-й серії. Початок випуску червень 1942 року.

### 34-та серія
Протитанкова модифікація. Замість ШВАК — НС-37. Перші ЛаГГ-3 (близько 40 машин), з'явилися на фронті під Сталінградом восени 1942 року.
У жовтні 1941 р. вперше в СРСР, ОКБ — 301 під керівництвом М. І. Гудкова вдало зазнало ЛаГГ-3 оснащений великокаліберним зброєю — гарматою Шпитального Ш-37 на фронті під Вязьмою. У зв'язку з ненадійністю Ш-37, вона була замінена на гармату Нудельмана — Суранова НС-37. Літак отримав найменування К-37, але в серію не пішов через відсутність вільних виробничих потужностей системи НКАП.

### 35-та серія
Встановлені автоматичні предкрилки. Розташовану на правому крилі трубку Піто перенесли під крило. Радіатор збільшеного перетину, відповідно більший повітрозабірник. Забирається хвостове колесо. Випуск з серпня 1942 до весни 1943 року. Випускав тільки авіазавод № 31 (Тбілісі), евакуйований з Таганрога в жовтні 1941 р, головний конструктор ОКБ-31, керівник проекту зі створення ЛаГГ-3 — В. П. Горбунов. Авіазавод № 31 з кінця 1942 до середини 1944 р. — єдиний завод випускав ЛаГГ-3.

### 66-та серія
Остання серія для ЛаГГ-3 і останнім літаком з двигуном рідинного охолодження створеним в ОКБ-21 під керівництвом С. А. Лавочкіна в м. Горькому. Мав полегшену раму. Маса літака 2990 кг. Порівняльні випробування літака 66-й серії з машинами колишніх випусків, вироблені в НДІ ВПС в Свердловську, показали, що ця модифікація має найкращі характеристики серед ЛаГГ-3 всіх випусків. Швидкість біля землі 542 км / год, на висоті 591 км/год. Швидкопідйомність 900 м/хв, стелю 9600 метрів. Деякі вузли уніфіковані з Як-1Б. Лобове бронескло як у Ла-5 (товщина бронескла 55 мм). Випуск з весни 1943 по липень 1944 року на заводі № 31 в Тбілісі. Вважається завершальній серією.
Одним з полків, озброєних цими літаками, став 926-й винищувальний авіаційний полк, який 24 березня 1943 року одержав 32 полегшених ЛаГГ-3 з найменуванням «Радянська Грузія».

## Льотно-технічні характеристики
| Параметр / Модифікація                     | ЛаГГ-3 1 серія | ЛаГГ-3 4 серії | ЛаГГ-3 7 серії | ЛаГГ-3 11 серія | ЛаГГ-3 29 серії | ЛаГГ-3 34 серія | ЛаГГ-3 66 серія |
| ------------------------------------------ | -------------- | -------------- | -------------- | --------------- | --------------- | --------------- | --------------- |
| Екіпаж                                     | 1              | 1              | 1              | 1               | 1               | 1               | 1               |
| Довжина, м                                 | 8.81           | 8.81           | 8.81           | 8.81            | 8.81            | 8.81            | 8.81            |
| Висота, м                                  | 4.40           | 4.40           | 4.40           | 4.40            | 4.40            | 4.40            | 4.40            |
| Розмах крила, м                            | 9.80           | 9.80           | 9.80           | 9.80            | 9.80            | 9.80            | 9.80            |
| Площа крила, м²                            | 17.62          | 17.62          | 17.62          | 17.62           | 17.62           | 17.62           | 17.62           |
| маса                                       |                |                |                |                 |                 |                 |                 |
| Маса порожнього, кг                        | 2680           | 2610           | 2560           | 2430            | 2650            | 2480            |                 |
| Маса злітна, кг                            | 3346           | 3280           | 3080           | 3160            | 3363            | 2990            |                 |
| Запас палива, кг                           | 405            | 405            | 340            | 260             | 340             | 340             | 340             |
| Силова установка                           |                |                |                |                 |                 |                 |                 |
| Тип двигуна                                | М-105П         | М-105П         | М-105ПА        | М-105ПА         | М-105ПФ         | М-105ПФ         | М-105ПФ         |
| Потужність, к.с., номінал                  | 1050           | 1050           | 1050           | 1050            | 1180            | 1180            | 1180            |
| льотні дані                                |                |                |                |                 |                 |                 |                 |
| Максимальна швидкість біля землі, км / год | 498            | 486            | 490            | 499             | 501             | 542             |                 |
| Максимальна швидкість на висоті, км / год  | 575            | 549            | 552            | 566             | 560             | 580             |                 |
| Практична дальність, км                    | 1100           | 870            | 760            | 610             | 610             | 610             | 650             |
| Максимальна швидкопідйомність, м / хв      | 735            | 588            | 605            | 780             | 685             | 893             |                 |
| Практична стеля, м                         | 9500           | 9500           | 9500           | 9400            | 10000           | 9000            | 9800            |

## Випуск
(Орієнтовно)
У 1941 році авіапромисловість випустила 2463 ЛаГГ-3, з них 2141 були побудовані після 22 червня 1941 року. 1659 літаків виготовив ГАЗ-21 (з них прийнято військовими 1445), 474 — ГАЗ-31, 256 — ГАЗ-153, 65 — ГАЗ-23. Ціна одного літака перед війною визначалася в 310000 рублів. У 1942 році випустили 2771 ЛаГГ-3 — більше, ніж було в 1941 або  в 1943. У 1943 році — 1294. У 1944 році Тбіліський авіазавод випустив ще 420 застарілих літаків (їх використовували як нічні винищувачі). Випуск за все — близько 6528 штук.

## Бойове застосування
Перша відома повітряна перемога на літаку в Німецько-радянській війні здобута 13 липня 1941 року: ланкою ЛаГГ-3 24-го винищувального авіаційного полку (провідний старший лейтенант Бондаренко А. В.) в повітряному бою в районі м.  Дорогобуж збитий німецький бомбардувальник Dornier Do 17. Це було перше бойове хрещення літака ЛаГГ-3.
Літаки ранніх серій мали недостатню тягоозброєність і відповідно погану маневреність на вертикалі.
Варто зауважити, що деяким пілотам літак не подобався через недостатню маневреність. Але особливо ефективно показав себе ЛаГГ-3 в частинах ППО при відбитті німецького повітряного наступу на Москву в 1941, а також при обороні з повітря радянських стратегічних об'єктів. Хоча і в боях з винищувачами в умілих руках літак ЛаГГ-3 також вельми ефективно показував себе — наприклад, радянський ас Георгій Дмитрович Костильов (згодом інспектор винищувальної авіації КБФ) збивав в 1941—1943 на ЛаГГ-3 німців і (особливо) фінів, сформувавши за цей період бойової рахунок більш 30 ворожих літаків (майже всі збив на ЛаГГ). Також, борючись на ЛаГГ-3, свою першу зірку Героя Радянського Союзу заслужив Павло Михайлович Камозін.
Живучість конструкції з дерева і дельта-деревини була вище, ніж в аналогічного Як-1.
Літаки ЛаГГ-3 застосовувалися в бойових діях проти Японії в 1945 році, як винищувачі ППО, для прикриття своїх об'єктів (зокрема, 41-й ІАП ВВС ТОФ).